# Polystichum acrostichoides x angulare
Polystichum acrostichoides x angulare là một loài dương xỉ trong họ Dryopteridaceae. Loài này được Hans mô tả khoa học đầu tiên năm 1908.
Danh pháp khoa học của loài này chưa được làm sáng tỏ. 

## Hình ảnh

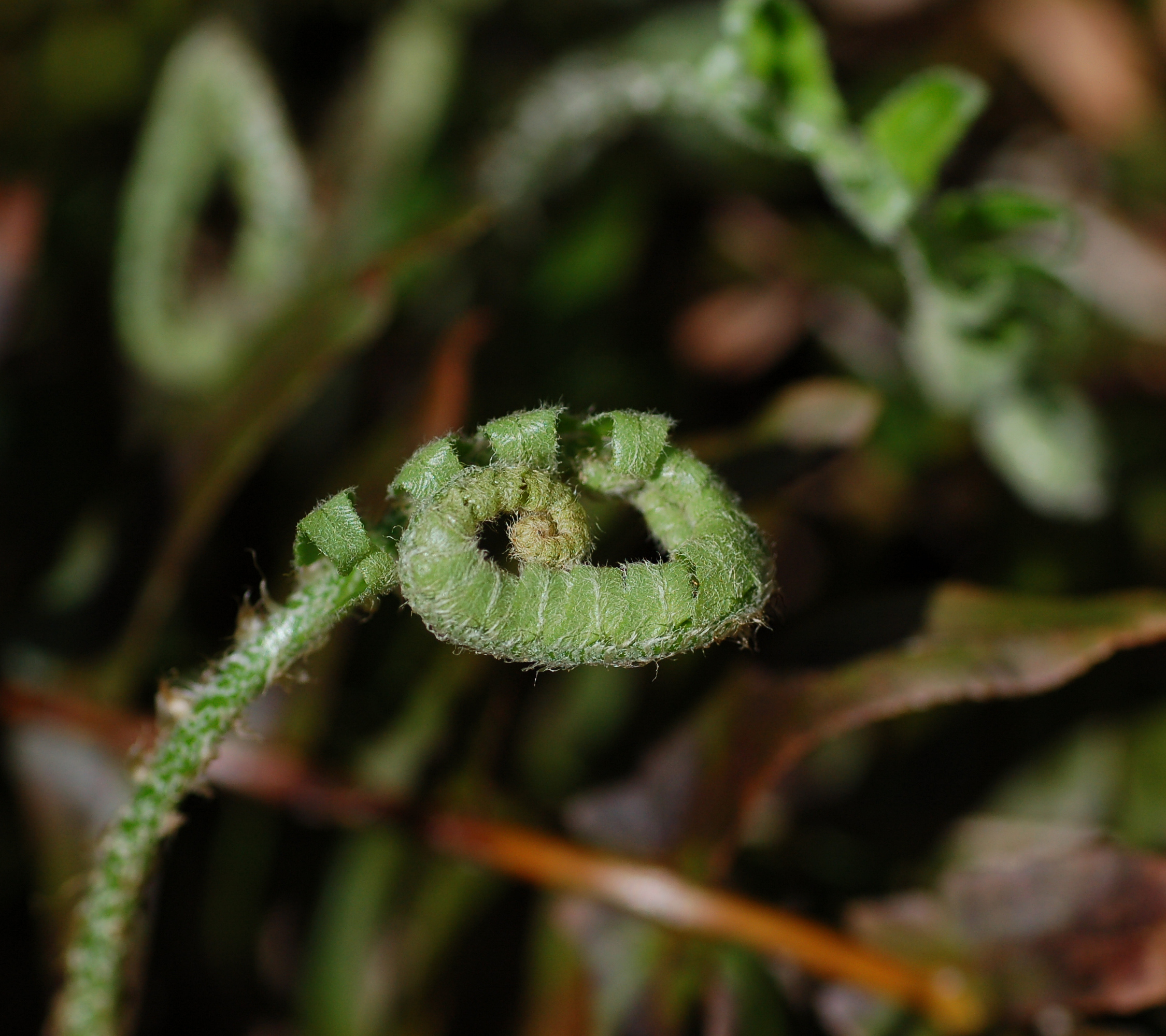
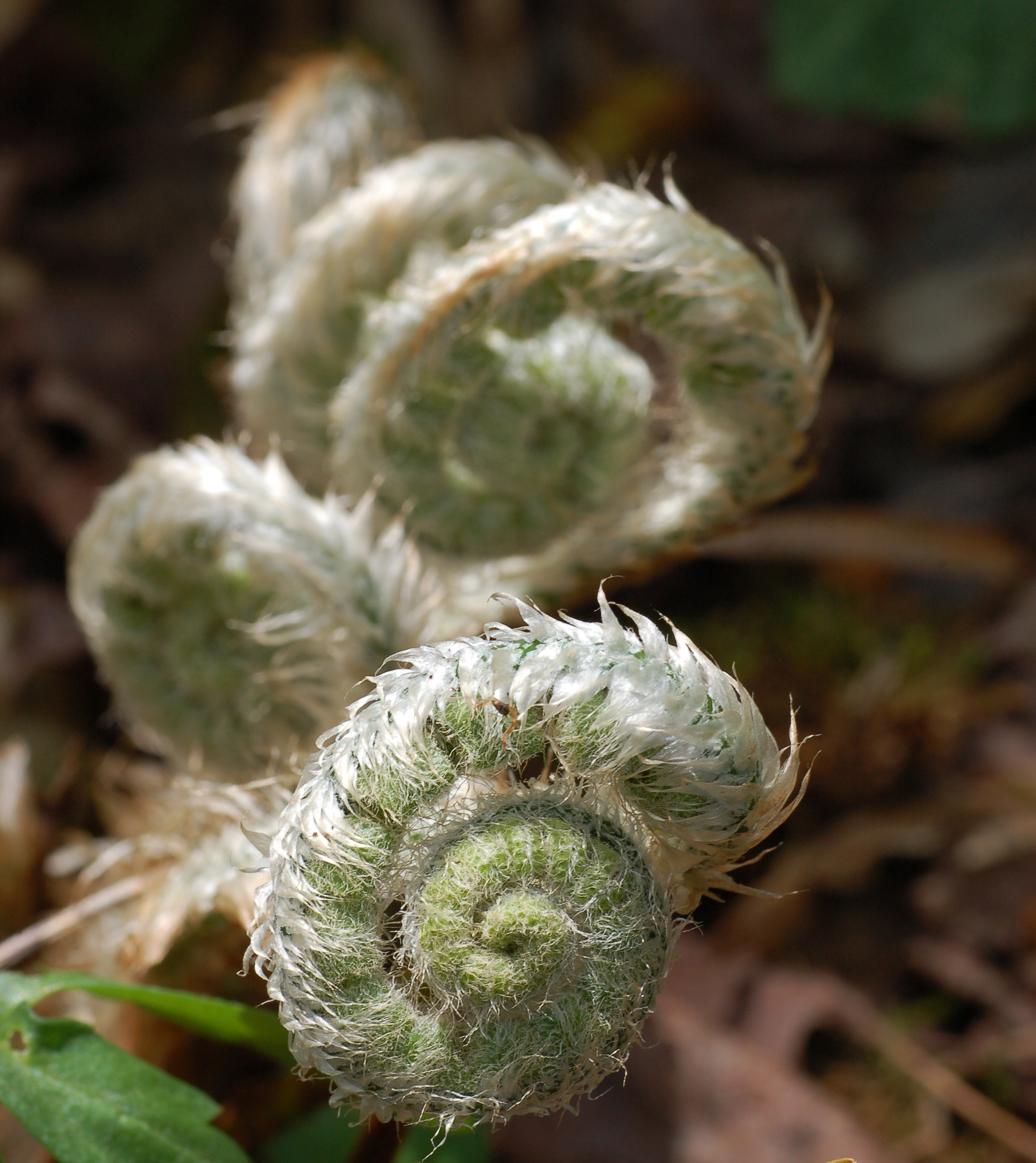
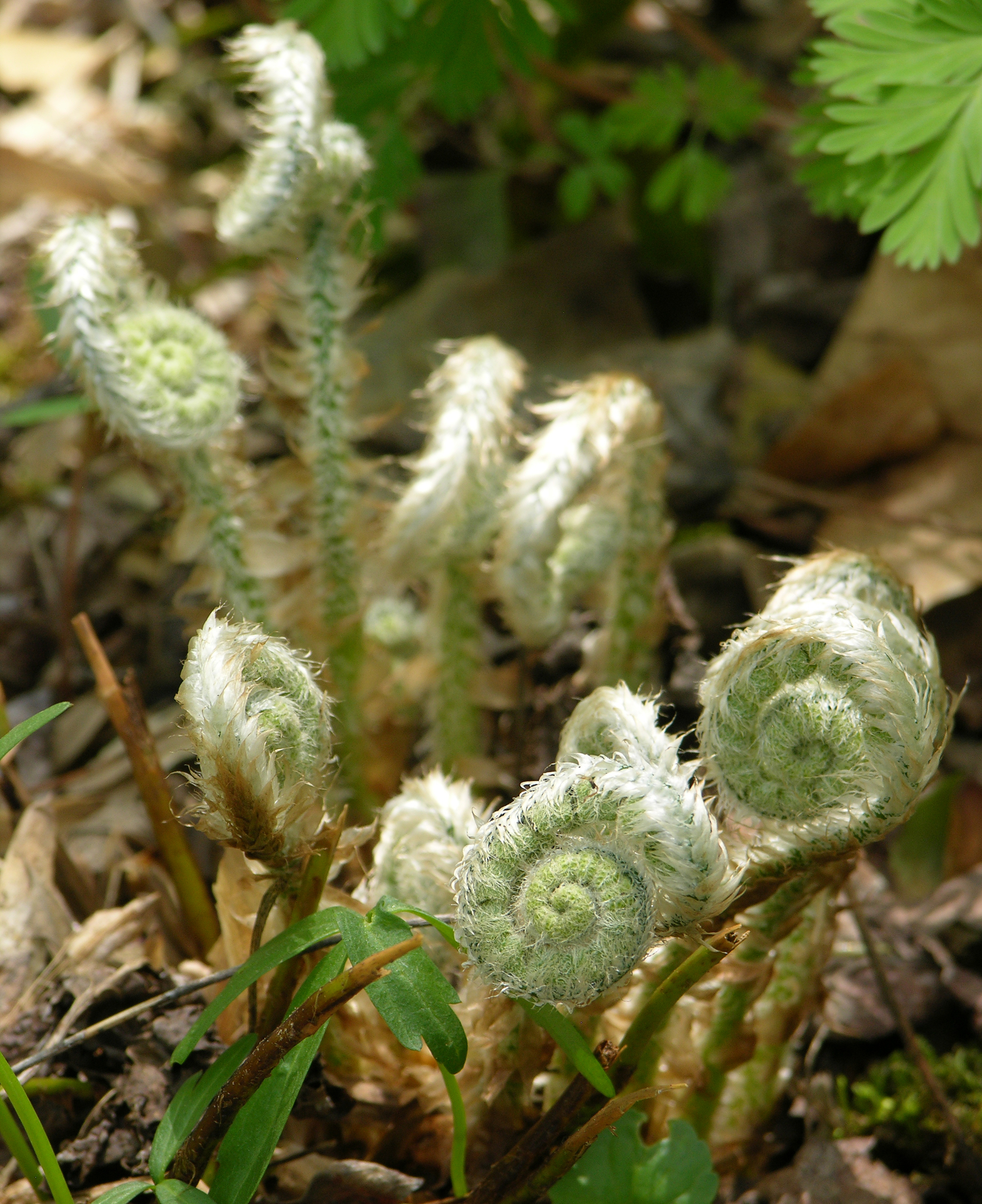
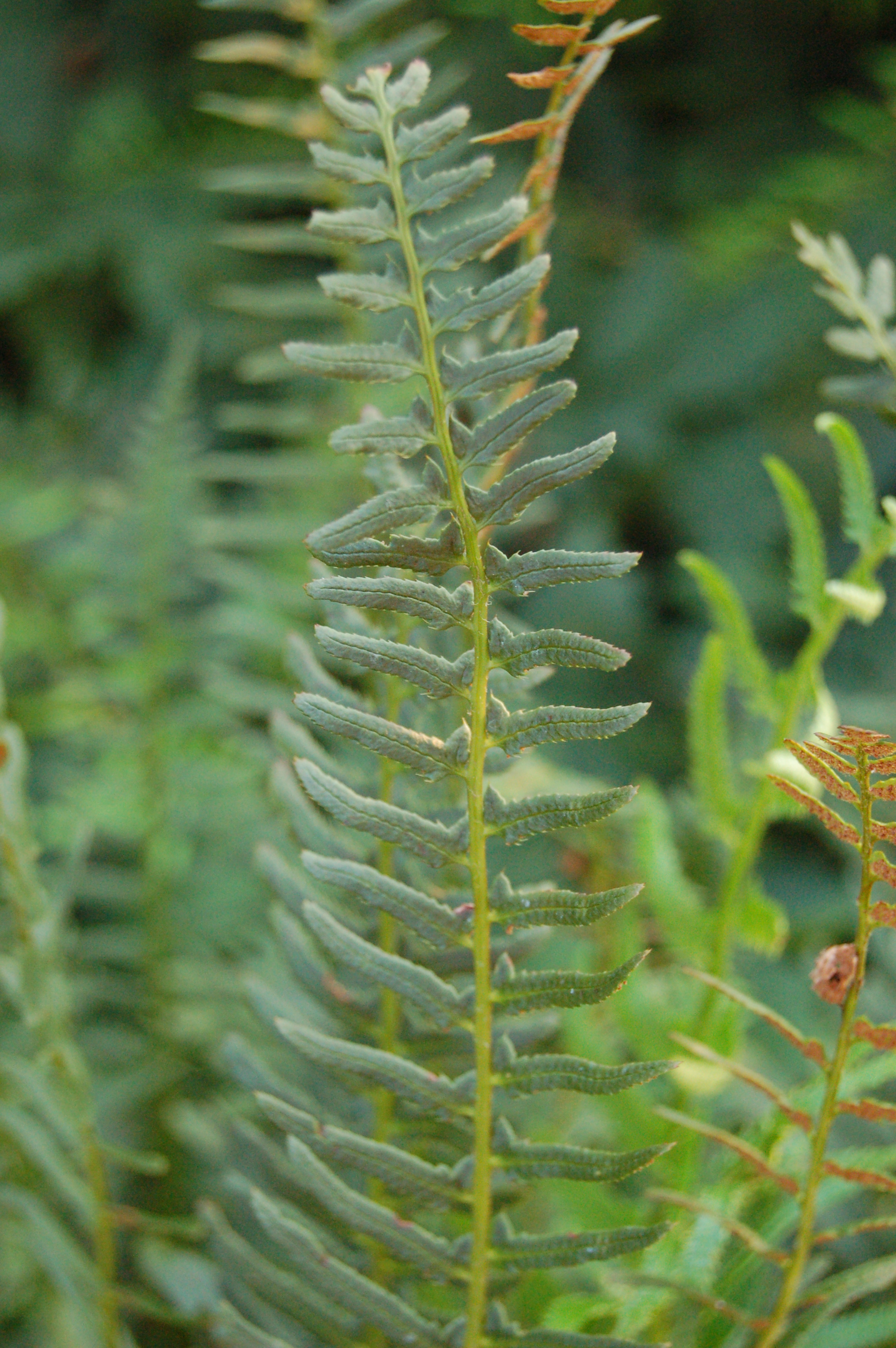